# Parallele Virtuelle Maschine
Die Parallele Virtuelle Maschine (Abkürzung PVM, englisch Parallel Virtual Machine) ist ein Public-Domain-Softwarepaket, mit dem auf Standard-PCs verteilte Anwendungen realisierbar sind.
Die vernetzten PCs können unter PVM wie ein großer Parallelrechner verwendet werden. PVM wurde von der University of Tennessee (und anderen) entwickelt und steht zur Verfügung
- für verschiedene Betriebssysteme
  - Unix
  - Linux
  - Windows
- für verschiedene Programmiersprachen
  - C
  - C++
  - Fortran
  - Perl
  - Python
  - Java u. a.

PVM ist eine auf den Communicating Sequential Processes basierende Software-Architektur, die es ermöglicht, Berechnungen auf verteilten, heterogenen, lose-gekoppelten Computersystemen quasi-parallel auszuführen.